# 城端城
城端城（じょうはなじょう）は、富山県南砺市にあった日本の城。荒木館、城ヶ鼻城とも呼ばれる。

## 規模
正確な跡地は未だ特定されていない。長年、現在真宗大谷派 廓龍山 城端別院善徳寺（南砺市城端西上、県指定文化財）が建つ場所に築かれていたと云われてきたが、善徳寺の周囲では城端城時代のものと断定できる遺物の類は発見されておらず、『越登賀三州志』には城端の町の入り口に出丸が在って町の南に城があったと記されており、『三州測量図籍』には善徳寺の南東にあたる場所（やはり町の南側）に城が在ったと図示されている。また善徳寺が建った後も城主が存在していたと思われることから善徳寺と城端城が並存していた時期が在ると考えられ、城端城の城域をそのまま善徳寺が継承して建てられたとは考えにくいと思われる。

## 歴史
築城年代は不明。しかし、永正4年（1507年）、越前守護朝倉の越前加賀堺詣口封鎖により、本願寺と加賀・能登・越中の往来は五箇山・白川の庄川沿いか白山の峰越えから郡上街道を渡ることとなっていた時代で（この封鎖は元亀2年1571年まで続いたが、天正3年（1575年）織田信長が越前に侵攻した際にも再び封鎖された）、これら北国街道封鎖のため、京や本願寺にいくには城端付近を通過しなければならず、かつ、当時は戦国時代で下克上の世の中で、平地の館での生活は敵に攻められやすかったため、各地の土豪は山城へ居を移した頃であり、この時期が城端城や上見城の起源と考えられる。
城端城はこの辺りを治めていた土豪、荒木氏が拠っていた。荒木氏については史料に乏しく詳述するのは難しいが、城端城城主だった荒木大善の由緒に関しては、加賀国石川郡の田井城（金沢の旧奥村河内守の屋敷から出羽町にかけての土地。松山寺あたりは二の丸、成瀬内蔵助宅あたりは三の丸で、八坂は馬場で、傍の堀は馬を洗うためのものであったらしい）を居城とする本源寺（後の尾山御坊・金沢城の場所で、現西別院）の棟梁、松田次郎左衛門{先祖は京で北面武士で、観應の頃（1350-1352年）に移り住む}が、明応3年（1494年）、州崎慶覚坊（近江の土豪の出で、蓮如の弟子として越中一向一揆を起こし、富樫政親を滅ぼす）に謀殺され、越中荒木村（現南砺市荒木）に逃れ居住し、その後、元亀8年（1508年）頃に城端に移ってきたとされる。
永禄2年（1559年）か元亀3年（1572年）に城端城城主だった荒木大膳が現在の富山県南砺市山本にあった善徳寺に城の敷地、城門を寄進し、善徳寺を招致した（『寺伝』）。浄土真宗（一向宗）蓮如たちは小高い丘の上に寺院を建設しその下を門前町とする都市計画（寺と町をセットという意味の寺内町）を持っており、北陸の有力寺社でも同様の地形で寺内町の名残が残っており、善徳寺に寄進した城端城周辺も例外では無い。善徳寺（前身は砂子坂道場）は瑞泉寺や勝興寺と共に越中一向一揆の中心として活躍した寺であり、大膳は一向一揆勢力に属していたと思われる。しかし、天正3年（1975年）には一向一揆と離反し、前田利家の家臣として各地で戦い、天正18年（1590年）に秀吉の小田原攻めに利家の馬廻組として従軍し、八王子の戦いで討ち死にしている。しかし、子孫は前田家の家臣として、家禄千石を賜り東末寺（現東別院）と西末寺（現西別院）の間、極楽橋見付角に屋敷を拝領し、廃藩まで代々居住した。また、金沢市野田山の大乗寺墓地に城端城主荒木氏の墓碑がある。
城端城はのち斎藤九右衛門なる者が拠り、佐々成政が越中国を平定した後は家臣の河内才右衛門を入れたと云う。尚、成政による戦火を免れたことは城端城城主とも親戚関係であった上見城城主の外交による。廃城年代は成政が豊臣秀吉に降った天正13年（1585年）以降か。

## 遺構
大手門善徳寺の大門として使用された後、富山県砺波市苗加に在る万福寺の薬医門として移築されている（県指定文化財）。
太鼓堂善徳寺の太鼓堂は城端城の遺構であるとする言い伝えが在る。